# Caesalpinia madagascariensis
Caesalpinia madagascariensis là một loài thực vật có hoa trong họ Đậu. Loài này được (R.Vig.) Senesse miêu tả khoa học đầu tiên.